# Les Essarts-le-Vicomte
Les Essarts-le-Vicomte è un comune francese di 149 abitanti situato nel dipartimento della Marna nella regione del Grand Est.

## Società

### Evoluzione demografica
Abitanti censiti